# Greigia ocellata
Greigia ocellata är en gräsväxtart som beskrevs av Lyman Bradford Smith och Julian Alfred Steyermark. Greigia ocellata ingår i släktet Greigia och familjen Bromeliaceae. Inga underarter finns listade i Catalogue of Life.